# Jean Jacques Antoine Caussin de Perceval
Jean Jacques Antoine Caussin de Perceval (født 24. juni 1759 i Montdidier, død 29. juli 1835 i Paris) var en fransk orientalist, far til Armand Pierre Caussin de Perceval. 
Caussin de Perceval studerede i Paris særligt arabisk under Cardonne og Deshauterayes, hvilken sidste han 1783 fulgte som professor i arabisk ved Collège de France. 1787 blev han tillige konservator af de østerlandske håndskrifter i Nationalbiblioteket, en stilling, der fratogs ham 1792 under Den Franske Revolution. 1809 blev Caussin de Perceval medlem af Instituttets 3. Klasse og 1816 af Académie des inscriptions et belles-lettres. 
Caussin de Perceval har forfattet mange lærde afhandlinger (trykte især i instituttets skrift), har udgivet nøjagtige udgaver af arabiske forfattere; således 1818 Les cinquante seances de Hariri, Fables de Lokman, Les sept Moallakahs med mere. Caussin de Perceval har også oversat flere arabiske forfattere på fransk, blandt andet 1802 Histoire de la Sicile sous la domination des Musselmans (af Hovairi), Suite des Mille et une nuits (i to bind); 1810 Tables astronomiques d El Yoimis. Fra græsk oversatte Caussin de Perceval 1796 Argonautertoget af Apollonios Rhodios.